# 豌豆蚬
豌豆蚬（学名：Pisidium subtruncatum）是泥蜆科豌豆蚬属的一种，舊屬帘蛤目泥蜆亞目，是一種生活於淡水的微小雙殼綱軟體動物。

## 型態特徵
本物種的顏色從白色到灰色。呈傾斜了的長圓型。有好像絲質的光滑表面，飾以幼細的不規則肋。殼頂突出，在中央靠後的位置。

## 分佈
原生於全北界，棲息於温寒带平地的水池中，分佈於亞洲的中國大陸與西伯利亞、北歐的丹麥、法羅群島、芬蘭、冰島、挪威及瑞典及中歐捷克的波希米亞、摩拉維亞、幾乎整個德國以及英國和愛爾蘭。

## 外部連結
- Pisidium subtruncatum at Animalbase taxonomy,short description, biology,status (threats), images
- Images at BOLD.
- Pisidium subtruncatum（页面存档备份，存于） illustrated in Danmarks Fauna (Georg Mandahl-Barth)